# Abu-s-Salt ad-Daní
Abu-s-Salt Umayya ibn Abd-al-Aziz ibn Abi-s-Salt al-Andalussí ad-Daní (àrab: أبو الصلت أمية بن عبد العزيز بن أبي الصلت الأندلسي الداني, Abū ṣ-Ṣalt Umayya b. ʿAbd al-ʿAzīz b. Abī ṣ-Ṣalt al-Andalusī ad-Dānī), conegut com a Abu-s-Salt Umayya o Abu-s-Salt ad-Daní o de Dénia (Dénia, 1067 - Mahdia, 23 d'octubre de 1134), fou un filòsof andalusí, un dels primers a desenvolupar el saber filosòfic a l'Àndalus. La seva obra més reeixida, Rectificació de la lògica de la ment, és un compendi de lògica a partir de la Isagoge de Porfiri i dels quatre primers llibres de l'Òrganon d'Aristòtil.
Va estudiar amb el conegut cadi al-Waqqaixí de qui va heretar la cultura enciclopèdica. El 1096 anà a Alexandria i al Caire, on va seguir estudiant. En fracassar a fer surar una nau enfonsada, fou empresonat i després exiliat d'Egipte i va anar a Mahdia, a Ifríqiya, on fou rebut per l'emir Alí ibn Yahya i va ser tractat sempre amb consideració.
Va morir a Mahdia l'1 de muhàrram del 529 de l'Hègira (23 d'octubre de 1134).

## Obra
Va escriure, entre d'altres títols:
- كتاب تقويم منطق الذهن, Kitāb taqwīm manṭiq aḏ-ḏihn, ‘Llibre de rectificació de la lògica de la ment’, sobre lògica aristotèlica.
- رسالة في العمل بالاسطرلاب, Risāla fī l-ʿamal bi-l-asṭurlāb, ‘Carta sobre el funcionament de l'astrolabi’, sobre l'astrolabi.
- كتاب في الأدوية المفردة, Kitāb al-adwiya al-mufrada, ‘Llibre dels medicaments simples’, sobre medicaments.
- الرسالة المصرية, Ar-risāla al-miṣriyya, ‘La carta egípcia’, sobre medicina.
- رسالة في الموسيقى, Risāla fī l-musīqà, ‘Carta sobre la música’, sobre música.